# Maimu Berg

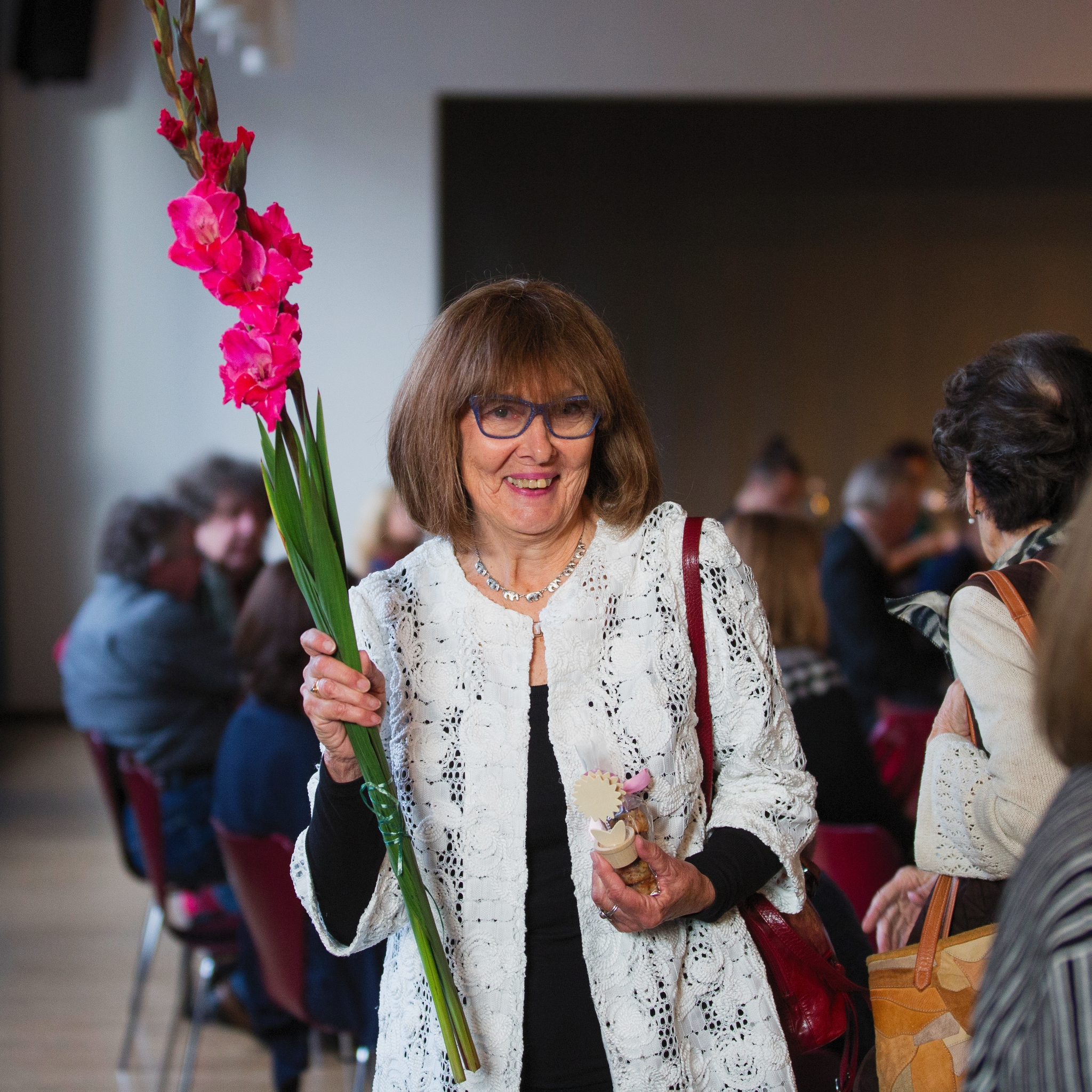
Maimu Berg (2020)

Maimu Berg (* 27. August 1945 in Tallinn) ist eine estnische Essayistin, Schriftstellerin und Übersetzerin.

## Leben
Maimu Berg (1945–1969 Maimu Seping, 1969–1979 Maimu Vahing) legte ihr Abitur in Tallinn ab und studierte bis 1968 estnische Philologie an der Universität Tartu. Sie arbeitete zunächst als Redakteurin für ein Mode-Magazin, bevor sie 1988 zur Literatur fand. In ihren Werken beschreibt sie oft mit großem Einfühlungsvermögen das persönliche Empfinden, die Ängste und Hoffnungen der Menschen in der Sowjetzeit sowie in der Gegenwart.
Neben ihrer schriftstellerischen Tätigkeit ist sie seit 1991 Kulturmanagerin am finnischen Kulturinstitut in Tallinn. Darüber hinaus ist sie als Politikerin in der estnischen Volksunion (Rahvaliit) aktiv.
- 1992 Stipendium im Künstlerhaus Schloss Wiepersdorf.
- 1994 Stipendium im Baltic Centre for Writers and Translators in Visby.
- 1996 Stipendium im literarischen Colloquium in Berlin.
- 1997 und 2006 Artist in Residence des Väino Tanner Fonds in Mazzano

## Auszeichnungen
- 2000 Anton-Hansen-Tammsaare-Preis der Gemeinde Albu
- 2002 Orden des weißen Sterns, V. Klasse
- 2008 Aleksander Kurtna-Preis
- 2016 Friedebert-Tuglas-Novellenpreis für Awakenings
- 2017 August-Gailit-Novellenpreis

## Werke
- "Kirjutajad. Seisab üksi mäe peal" (1987, deutsch: Barbara von Tisenhusen, 1993)
- "On läinud: lugusid ja kunstmuinasjutte" (1991)
- "Ma armastasin venelast" (1994, deutsch: Ich liebte einen Russen. Zur Erinnerung an die schneereichen Winter der Kindheit, 1998)
- "Mina, moeajakirjanik" (1996)
- "Seisab üksi mäe peal" (1998)
- "Ära" (1999)
- "Tants lahkunud isaga: vaateid Eesti ellu" (2003)
- "Rokokoo daam. Minu elu temaga. Vanad lood" (2005)
- "Unustatud inimesed" (2007)
- "Vene rulett. Euroopasse! Euroopasse!" (2008)
- "Moemaja" (2012)
- "Hitler Mustjalas. Novellid" (2016)
- "Meie hingede võlad. (Kirjanikud omavahel.)" (2018)
- "Kõnelused lahkunutega". (2020)
- "Vanaema paneb vihmavarju kinni". (2020)

Daneben zahlreiche Übersetzungen aus dem Finnischen.

## Deutsche Übersetzungen
Von Maimu Berg sind auf Deutsch eine Reihe von Kurzgeschichten, zwei Romane sowie einige Romanauszüge erschienen.

### Kurzgeschichten
- Die Rokokodame [estn.: Rokokoo daam], übers. von Irja Grönholm. In: Trugbilder. Frankfurt/Main: dipa 1991, S. 7–17.
- Der Geist der Stadt Tartu [estn.: Tartu vaim], übers. von Helgi Loik und Holger Fliessbach. In: Freibeuter Nr. 52. Berlin: Wagenbach 1992, S. 100–114.
- Ein recht interessanter Einstieg [estn.: Üpris huvitav algatus], übers. von Irja Grönholm. In: Sinn und Form 45 (1993), S. 811–813.
- Estonian Dream [estn.: Estonian Dream], übers. von Irja Grönholm. In: Sinn und Form 48 (1996), S. 751–759.
- Im Gebirge [estn.: Mägedes], übersetzt von Cornelius Hasselblatt. In: Estonia 2/1996, S. 47–49.
- In den Bergen [estn.: Mägedes], übersetzt von Cornelia Hasselblatt. In:Estonia 2/1996, S. 50–52.
- Sophisticated Lady [estn.: Sophisticated lady], übers. von Irja Grönholm (Redaktionell gekürzt). In: Neues Deutschland (Berlin), 6./7. Juli 1996, S. 13.
- Baltic Dream [estn.: Baltic Dream], übers. von Irja Grönholm. In: = Estonia 2006, 11–28

### Bücher
- Barbara von Tisenhusen [estn.: Kirjutajad], übers. von Irja Grönholm. Frankfurt/M.: dipa 1993. 186 S.

Dieses Buch ist vielfach rezensiert worden, u. a. in: Bad Lauterberger Tageblatt (4. Oktober 1993), Badische Neueste Nachrichten (28. Oktober 1993), Münstersche Zeitung (3. Dezember 1993), Thüringische Landeszeitung, Kulturbeilage "Treffpunkt" (15. Januar 1994), Deutsches Allgemeines Sonntagsblatt (4. März 1994) und im Romanführer 34, 1999, S. 93.
- Ich liebte einen Russen [estn.: Ma armastasin venelast], übers. von Irja Grönholm. Blieskastel: Gollenstein 1998. 287 S.

Auch zu diesem Buch finden sich einige Rezensionen in den deutschen Feuilletons, u. a. in: Eulenspiegel Nr. 12/1998, Buchhändler Heute, Fachwissen Buchhandel und Verlag 4/99, Frankfurter Allgemeine Zeitung (30. Juni 1998).

### Romanauszüge
- Ich liebte einen Russen [estn.: Ma armastasin venelast], übers. von Irja Grönholm. In: Estonia 1/1995, S. 11–15.
- Weg! [estn.: Ära], übers. von Irja Grönholm. In: Estonia 1/2001, S. 53–57.
- Auszüge aus dem Roman »Weg«. Die Enge. [estn.: Ära], übers. von Irja Grönholm. In: Torgespräche im Max Liebermann Haus. "Literatur Express Europa" 14. Juli 2000, "Baltische Literaturen" 1. Juli 2001. Berlin: Stiftung Brandenburger Tor 2001, S. 59–62.
- Die Enge [estn.: Ära], übers. von Irja Grönholm. In: Lichtungen 2003, S. 79–82.

### Über Maimu Berg
- Beate Biehl: "In Helsinki bin ich ein Werwolf". Zu einigen Aspekten von Identität und Alterität in Maimu Bergs Roman Ma armastasin venelast – 'Ich liebte einen Russen'. In: Rogier Blokland, Cornelius Hasselblatt (Hgg.): Finno-Ugrians and Indo-Europeans: Linguistic and Literary Contacts. Maastricht: Shaker 2002, S. 34–38 (Studia Fenno-Ugria Groningana 2).
- Literatur bleibt ein Geheimnis [Interview]. In: estonia 1/2001, S. 46–52.

## Privatleben
Maimu Berg ist die Mutter der estnischen Juristin Julia Laffranque (* 1974).